# Лазар, Жильбер
Жильбе́р Лео́н Жан Лаза́р (фр. Gilbert Lazard; 4 февраля 1920 года — 6 сентября 2018 года) — французский лингвист и иранист, специалист по персидской и таитянской грамматике, а также по типологии синтаксиса и предикатно-аргументной структуры языков мира, переводчик персидской литературы.

## Биография
Жильбер Лазар родился в Париже. Его отец был уроженцем Лотарингии, из семьи еврейских купцов, а мать — католичкой родом из Нормандии. В 1940 году, окончив Лицей Генриха IV, Лазар поступил в Высшую нормальную школу. Его студенческие годы совпали со Второй мировой войной и немецкой оккупацией Парижа. Студентом Лазар присоединился к молодёжному крылу французского партизанского движения. Однако в 1944 году он был выслежен гестапо, арестован и провёл два месяца в тюрьме, а затем был депортирован в концлагерь Дахау, где содержался до окончания войны.
После освобождения из плена Лазар завершил учёбу в Высшей нормальной школе, получив диплом преподавателя французской грамматики. В 1948 году он окончил факультет персидского языка Национальной школы живых восточных языков (ныне — Национальный институт восточных языков и культур) и следующие три года проработал во Франко-иранском институте в Тегеране (ныне — Французский исследовательский институт в Иране). В 1951—1969 годах преподавал иранскую культуру в Сорбонне (с 1966 года — в качестве профессора), одновременно в 1958—1966 годах — персидский язык в Институте восточных языков и культур. В 1969—1981 годах Лазар являлся профессором Университета Париж III Новая Сорбонна, где долгие годы заведовал востоковедческим отделением и Институтом иранистики. С 1972 по 1990 год являлся также руководителем научных исследований в Практической школе высших исследований.
С 1970-х по 1990-е годы Лазар заведовал несколькими лабораториями, специализирующимися в иранистике и предикатно-аргументной структуре языков, при Национальном центре научных исследований и Новой Сорбонне. Являлся президентом Ассоциации по пропаганде исследований в области иранистики и членом многочисленных научных учреждений, в том числе Азиатского общества и Парижского лингвистического общества. В 1980 году был избран членом Академии надписей и изящной словесности при Институте Франции; занимал должность её председателя в 1990 году. Известный своей библиофилией Лазар пожертвовал из личной коллекции в фонд Университетской библиотеки языков и цивилизаций около 1500 книг, некоторые из которых представляли собой редчайшие издания.
Лазар — автор многочисленных монографий и десятков статей, посвящённых иранской филологии, персидской грамматике и общему языкознанию. Наиболее известными его работами являются «Грамматика современного персидского языка» (1957, переизд. 2006), «Французско-персидский словарь» (1990, переизд. 2017), «Предикатно-аргументная структура» (фр. L'actance, 1994), «Структура таитянского языка» (2000), «Языковая типология» (фр. Typologie linguistique, 2004). Он также известен переводами классической (Омар Хайям) и современной (С. Хедаят) персидской поэзии и прозы; следует особо отметить его изданный в 1979 году исправленный французский перевод «Книги царей» Фирдоуси (изначально выполненный в XIX веке Ж. Молем).
Жильбер Лазар был женат на филологе Мадлен Лазар (урожд. Муазан, 1921—2022). Он скончался в Париже в 2018 году на 99-м году жизни и похоронен на кладбище Монмартр.